# 先拜巴扎镇
先拜巴扎镇，是中华人民共和国新疆维吾尔自治区和田地區于田县下辖的一个乡镇级行政单位。

## 行政区划
先拜巴扎镇下辖以下地区：
塔格达西曼村、萨依村、斯克达西曼村、乔克拉村、托万达西曼村、喀拉吐仑村、巴什萨依巴格村、托万萨依巴格村、喀提亚克村、阿日希村和良种村。